# Joe Lewis (empresario)
Joe Ted Lewis (Londres, 5 de febrero de 1937) es un magnate empresario británico y propietario de empresas y propiedades inmobiliarias en todo el mundo, actualmente domiciliado en Lyford Cay, Bahamas.
La fortuna total estimada de Lewis ronda los 5300 millones de dólares.
En el ranking (2015) Forbes se lo lista como la 277.ª persona más rica del mundo, y la 7.ª del Reino Unido.

## Edad temprana
Lewis nació arriba de un pub en la calle Roman, Bow (Londres), en el seno de una familia judía. Incursionó en negocio de catering de su padre en West End llamado "Banquetes Tavistock", comenzando como mozo. Cuando tuvo experiencia, expandió el negocio vendiendo bienes lujosos a turistas estadounidenses, siendo también dueño de una discoteca en West End el Hanover Grand, donde le dio su primer trabajo a Robert Earl. Luego, en 1979, vendió el negocio para hacer su primera riqueza.

## Comercio de divisas
Luego de vender el negocio familiar a finales de los 1970, Lewis comenzó a con el comercio de divisas en los 1980 y 1990, y como resultado se mudó a las Bahamas donde ahora es un tax exile (autoexiliado impositivo - una persona rica que elige vivir en un país con bajos impuestos). En septiembre de 1992, Lewis se asoció con George Soros especulando a que la libra quedara fuera del European Exchange Rate Mechanism (Mecanismo de Cambio Europeo). El evento, que fue denominado Black Wednesday, generó una fortuna para Lewis.

## Tavistock Group
Lewis es el mayor inversor en Tavistock Group, un grupo inversor que tiene más de 200 compañías en 15 países. En la cartera de Tavistock Group se incluye:
- Lake Nona Medical City, un centro de investigación médica.
- Life sciences.
- Equipo deportivos: Tottenham Hotspur (SPURS) vía ENIC Group.
- Eventos deportivos: Tavistock Cup, Isleworth Collegiate Invitational.
- Fabricación y distribución: TOP OUTLET.
- Servicios financieros.
- Restaurantes: Freebirds World Burrito, Abe & Louie's, Mitchells & Butlers plc, Zed451.
- Propiedades comerciales: Tamar Capital, Bulgarian Property Development.
- Propiedades residenciales de lujo: Isleworth Golf & Country Club, Lake Nona Golf & Country Club.
- Propiedades Resort: Albany, Harmony Cove, The St. Regis Atlanta.

### Propiedad
Joe Lewis promueve la competición de golf Tavistock Cup cada mes de marzo en Florida, dando millones de dólares en caridad. Lewis ha terminado recientemente una nueva comunidad de golf en las Bahamas llamada Albany, que abrió en octubre de 2010. Es dueño de tres de las cuatro discotecas de Albany, así como de Lake Nona Golf & Country Club y Isleworth Golf & Country Club. El reconocido golfista Tiger Woods y Els son los mayores accionistas en una lujosa comunidad residencial de balnearios privados localizada en New Providence. Posee otras propiedades en Albany. Además, hizo una inversión de £70 millones en propiedades en Bulgaria.

#### Lago Nona
Lewis invirtió en biotecnología y salud para la región central de Florida. El grupo inversionista Tavistock Group invirtió en Lago Nona, creando un centro de actividades de investigación de biomedicina y ciencias médicas, conocido como Lake Nona Medical City. La ciudad médica es sede de la University of Central Florida College of Medicine y la Sanford-Burnham Medical Research Institute.

#### Lago Escondido
Desde que Lewis compró la propiedad aledaña al lago Escondido en la Provincia de Río Negro, Argentina, el acceso público al lago se detuvo. La orden de abrir el sendero público de Tacuifí tiene sentencia favorable desde hace nueve años, pero su cumplimiento viene siendo postergado por Lewis.
Las leyes argentinas y la Constitución dicen que todo curso de agua es público y libre de acceso. La propiedad de Lewis rodea el lago en cuestión mientras algunos llamaron a crear un acceso público de montaña.
En junio de 2011 el cronista Gonzalo Rodríguez del programa CQC accedió al Lago Escondido por aire y no le permitieron retirarse por tierra dado que no le habilitaron el llamado camino de sirga, debido a que el personal de la finca de Joe Lewis no le permitía acceder cruzando su propiedad. De esta forma se generó, según manifiesta el cronista, una privación de la libertad por más de cinco horas, ignorando normativas locales que indican que se debe habilitar, incluso en propiedad privada, un acceso a la ruta provincial.
En 2016 el senador argentino Fernando 'Pino' Solanas pidió que se investigue al expresidente argentino Mauricio Macri por el presunto delito de recibir dádivas por parte del multimillonario británico. En idéntico sentido se expresó el legislador Martín Doñate que pidió a la Oficina Anticorrupción que investigue si Macri incurrió en el delito de dádivas, anunció el legislador provincial. También se reclamó a la Oficina Anticorrupción que se investigue a fondo los vínculos que unen a Mauricio Macri con el magnate británico, también terrateniente en la Patagonia, donde se niega a acatar fallos judiciales. Como recompensa de su estadía, días después Macri nombró vía decreto a la vocera de Lewis directora de la Radio Nacional. Doñate pidió que se inicie una investigación contra el presidente por “dádivas” y por la participación de Lewis en el financiamiento de la campaña de Macri. Poco después, Macri firmó convenios para las obras eléctricas para la central en Río Escondido, propiedad de Lewis. La electricidad tendrá precios extraordinarios, muy superiores a los de mercado.
En 2017 la senadora Magdalena Odarda instó a que el presidente Mauricio Macri recorra el "camino alternativo intransitable" hacia Lago Escondido luego de que este defendiera a Lewis en una conferencia de prensa. El camino cuenta con un recorrido a caballo durante cuatro días por sitios de alta peligrosidad.
En 2018 se denunció que gracias a sus contactos políticos con Mauricio Macri, Lewis logró apartar del caso a la jueza de El Bolsón Erika Fontela, cuando estaba por realizarse un reconocimiento judicial del camino de Tacuifí con vecinos y organizaciones presentadas en el expediente en calidad de amicus curiae.
En octubre de 2022, Lewis facilitó su mansión para una reunión entre jueces, fiscales, representantes de Clarín y otras personas, lo que desató el llamado Escándalo de Lago Escondido

### Bear Stearns
El 10 de septiembre de 2007, Lewis pagó 860,4 millones de dólares para obtener el 7% de las acciones de Bear Stearns. Para diciembre de 2007, Lewis aumento su participación en la firma al 9.4%, un total de 11 millones de acciones, por las que pagó $107 dólares cada una, antes de que Bear Stearns fuese comprado por JP Morgan por $10 dólares la acción, lo que resultó en una pérdida para Lewis de $1,16 mil millones de dólares.